# 球迷歌曲
球迷歌曲是足球迷在足球比赛中表演的一种声乐形式。球迷歌曲是表达集体身份的一种方式，球迷通常用它們来表达对球队的自豪感或鼓励自己的主队。球迷也会为某位球员或教练而唱歌助威。球迷还会使用球迷歌曲来挖苦对手，许多球迷在没有与宿敌对决时也会唱关于对方俱乐部的歌曲。有时候，这些歌曲就是场上比赛事件的即兴反应。
球迷歌曲可以很简单，只包括几个大声的喊叫或口头词语，但更多的时候它们是简短的歌词，甚至有时是较长的歌曲。它们通常表演得有很强的重复性，有时伴随着拍掌，但偶尔也会有更复杂的表演，如涉及乐器、道具或编排的动作。它们通常是对流行歌曲的改编，以原曲的旋律作为歌曲的基础，但也有一些是原创的。
据了解，球迷歌曲从 19 世纪末开始就被球迷使用，但在20世纪60年代发展成为当前流行的形式。足球歌曲可以说是具有历史意义的，早在俱乐部成立之初就被广泛传唱，并被视为这些俱乐部的代表曲。它们也可能只流行相对较短的时间，同时新的歌曲不断被创造和淘汰。球迷歌曲的传统因国家和球队而异，但有些口号是许多俱乐部通用的，并且在国际上流行。

## 历史
球迷歌曲可以被认为是传统讲故事和民歌的现代例子。根据民谣歌手马丁·卡锡的说法，足球圣歌是“有机的民谣传统唯一尚存的体现”。这也是集体身份的一种独特的公开表达，足球口号可以被视为民间传统blason populaire的现代例子，其中一个群体表达他们的身份以及他们与另一个群体的敌对。 